# 石塔寺石塔
石塔寺石塔位于四川省邛崃市高何镇高兴村石塔寺内，1980年7月7日列為四川省重新確定公布的第一批省級文物保護單位。2001年6月25日公佈為第五批全國重點文物保護單位。
石塔寺原称“大悲寺”，后因石塔改为现名，现存山门、配殿和大殿等建筑，其中大殿为明正统年间重修，石塔建于南宋乾道五年（1169年）至八年。塔使用红砂石雕成，平面呈正方形，高17.8米，下为双重须弥座，座上为副阶围廊，有十二根檐柱，檐柱上为第一层塔檐，其上为十二级密檐。
石塔寺在1935年曾作为中国工农红军石塔寺区苏维埃政府所在地，1996年邛崃市政府在此建立了红军长征纪念馆，石塔寺位于纪念馆内一并受到保护。